# Elqui (tỉnh)
Elqui là một tỉnh ở vùng Coquimbo của Chile. Tỉnh lỵ là La Serena. Tỉnh này có diện tích 16.895,1 km², và dân số (theo cuộc điều tra dân số năm 2002) của Chile là 365.371 người.

## Các đô thị của tỉnh Elqui
- Andacollo
- Coquimbo
- La Higuera
- La Serena
- Paihuano
- Vicuña